# James R. Newman (Autor)
James Roy Newman (* 1907 in New York City; † 1966) war ein US-amerikanischer Anwalt, bekannt für Beiträge zur populärwissenschaftlichen Mathematikliteratur.
Newman studierte an der Columbia University und war Anwalt im Bundesstaat New York. Er praktizierte dort 1929 bis 1941. Im Zweiten Weltkrieg war er für die US-Regierung tätig, unter anderem als Chief Intelligence Officer an der amerikanischen Botschaft in London, als Special Assistant des Undersecretary of War und Anwaltsberater des US-Senatskomitees für Atomenergie. Er war juristischer Berater des US-Senatskomitees für Atomenergie. In letzterer Funktion war er am Atomic Energy Act of 1946 beteiligt, das die Atomenergie ziviler Kontrolle unterstellte. 
1948 wurde er Mitglied im Herausgebergremium des Scientific American und er war in dem Herausgebergremium von The New Republic.
Er veröffentlichte mit dem Mathematiker Edward Kasner, der in New York auch früher sein Lehrer war, 1940 das Buch Mathematics and the imagination und gab den vierbändigen Sammelband The world of mathematics heraus mit Aufsätzen über Mathematik aus vielen Jahrhunderten (nach dem Untertitel des Buches vom ägyptischen Schreiber Ahmose bis Albert Einstein). 1958 erschien sein Buch über Gödels Unvollständigkeitssatz mit dem Philosophie-Professor an der Columbia University Ernest Nagel (den Newman als seinen Freund und Lehrer bezeichnete), das als gelungener Versuch gilt diesen allgemeinverständlich darzustellen. Eine Neuauflage bearbeitet von Douglas R. Hofstadter erschien 2001. Außerdem veröffentlichte er Bücher über Kriegführung und Kontrolle der Atomenergie, ein Buch als Warnung vor der Atomwaffenpolitik und Kriegshysterie des Westens (1962) und allgemein über Wissenschaft.
Er war Gastdozent an der Yale Law School und Guggenheim-Stipendiat.

## Schriften
- Herausgeber mit Kasner: The World of Mathematics, 4 Bände, Simon and Schuster, 1956, Reprint Dover 2003
- mit Kasner: Mathematics and the Imagination, New York: Simon and Schuster, 1940
- The Tools of War,  Doubleday, Doran and Company 1942
- mit Byron S. Miller: The Control of Atomic Energy, McGraw Hill 1948
- als Herausgeber: What is Science, London: Victor Gollancz 1955
- mit Ernest Nagel: Gödel's Proof, 1958, Neuauflage von Douglas R. Hofstadter, NYU Press 2001
  - Deutsche Ausgabe: Der Gödelsche Beweis, Oldenbourg 1964, 7. Auflage 2003
- Science and Sensibility, 1961
- The Rule of Folly, Simon and Schuster 1962
- Herausgeber: The International Encyclopedia of Science, 4 Bände, Harper 1963 (als The Harper Encyclopedia of Science), London: Nelson 1965